# Temps lineal
El  temps lineal  correspon a una revolució filosòfica jueva basada en el Zoroastrisme que es va presentar com a oposició a la teoria del temps cíclic. La seva manera d'entendre el temps ser fonamental per al desenvolupament d'Occident i el que coneixem com modernitat.

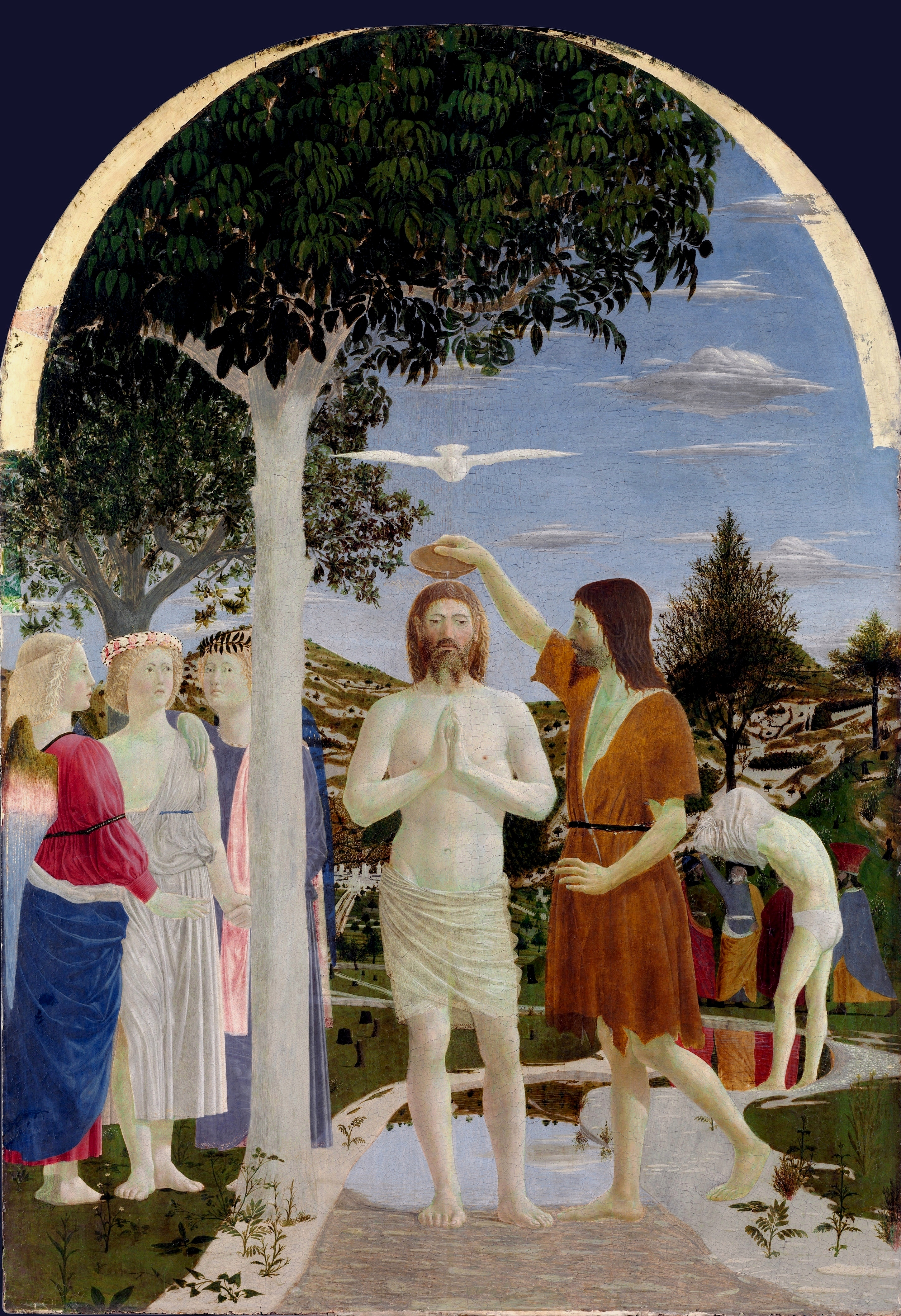
El cristianisme i la seva visió lineal del temps va ser fonamental per a la idea de progrés a occident.

## Temps lineal en la cultura jueva pre-cristiana
Està marcat per l'aparició del monoteisme. La construcció discursiva de la Bíblia projecta de manera revolucionària en la història una forma de fletxa que parteix des de les aliances o pacte amb els israelites (Berit) en el qual aquest ofereix una terra promesa des de la qual el temps material, terrenal, no tornarà. Aquesta diferència radical amb les altres religioses s'anomenava el cristianisme, vida eterna. El context històric marcat per exilis va promoure el desenvolupament teòric d'aquesta concepció de temps (com a vida) a través dels savis cabalistes que arriben a la seva major riquesa filosòfica a l'estada a Alexandria, que acaba amb la tornada a un pensament més radicalitzat i teològic dels anomenats "mestres de la llei", i la divisió hebrea entre els "hel·lenitzats" i "ortodoxos", que trobaria el seu propi judici i divisió després de les invasions romans i la posterior bifurcació general entre el pensament judeocristià i el desenvolupament del judaisme rabínic, posteriorment perseguit a l'edat mitjana a través de la Inquisició.

## Temps lineal en el cristianisme
La passió de Crist i la seva resurrecció s'entén com l'enfortiment de la teoria del temps cíclic i, per a molts teòrics, és justament aquí on s'ha de parlar del seu marc d'influència i no abans. D'altra banda, l'escola crítica va renunciar a prendre aquesta consideració i va optar per la unió judeocristiana des de la mitologia i la filosofia, i no pel seu traçat paral·lel que seria el cristianisme.
De qualsevol manera, un element central de la maduració del temps lineal és la divisió entre  passat', present i futur,  que s'uneix a la teoria primitiva de la "terra promesa"; el fita divisor seria l'anomenat  judici final .
El cristianisme, en la seva barreja tempestuosa de l'herència grega, jueva i bizantina, va expressar en la teologia medieval la riquesa de l'acumulació del coneixement filosòfic al servei de l'escatologia. Sant Agustí construeix una anàlisi psicològica del temps el qual tindria dues consideracions vitals que anirien més enllà de l'Edat Mitjana: el control del pensament i la separació entre ànima i carn. La naixent burgesia no va intervenir en aquesta separació entre cos i esperit, però sí que va afegir una consideració que va acabar per treure la influència de la religió com a motor de la societat en un procés anomenat secularització. Novament, sota figures com el rellotge mecànic, la màquina i les transformacions socials, la idea de temps lineal es va enfortir. No només això, va arribar a la seva màxima esplendor sota els paradigmes de la modernitat.

## Teoria del progrés continu
Si bé la física faria canviar la idea holística de linealitat (amb Galileu com a primera pedra) la burgesia la va prendre com a referència central per al projecte industrial. Així, el creixement econòmic a través del capitalisme tindria un desenvolupament lineal amb diferents estadis de superació la finalitat del qual és el desenvolupament. Des de primerenca edat en el pensament modern, podem trobar les postures antagòniques dins de la modernitat, el romanticisme (la figura primera va ser Rousseau i es va desenvolupar en la cultura alemanya) i el positivisme, on niaria l'optimisme de l'home per la cultura i el seu projecte universal. Aquest "progrés del saber" es dona progressivament després del canvi de paradigmes cap a la modernitat, on la idea cartesiana de mètode va ser fonamental per crear la base de l'anomenat "pensament racional" amb el qual el món va separar la història en moderna i premoderna. També les ciències socials i naturals van caure en aquest influx. La història i el darwinisme van elaborar els seus marcs teòrics pensant en l'evolució com a matriu, colonitzant aquest saber progressivament a les conquestes territorials d'occident. El mètode científic va anar annexant una sèrie de matèries sota un estudi predeterminat en el qual la linealitat (i el progrés) era un ingredient comú. La mateixa idea de linealitat va influir des d'una altra sendera, al marxisme, que ocuparia com a mitjà la revolució per a un altre paradís: el comunisme.
El desenvolupament industrial, com una fletxa, arriba a un màxim d'optimisme a finals del segle xix, quan els teòrics positivistes esperaven la projecció d'invencions capaços de promoure la conquesta de l'home sobre la natura. El rellotge mecànic va començar a determinar el temps de producció en el naixent sistema capitalista. Les màquines semblaven dictar un temps productiu que adquiria cada vegada major velocitat respecte del temps de la vida (natura), a diferència del vell sistema de l'artesanat en el qual l'home tenia total control sobre les hores assignades al treball. Comte il·lustrarà perfectament l'"esperit" de l'època, en el qual el positivisme seria l'etapa del triomf final de l'home sobre si mateix. Hegel, deixant escapar la "subjectivitat" com a component, donaria pistes casualment a Marx per a la seva teoria dialèctica. Així irromp un nou acte d'alliberament (sempre lineal) que seria l'alliberament del gènere humà. Les revolucions obreres i el sorgiment de capes mitjanes en el segle xx desviaren l'entusiasme pel progrés cap a l'entusiasme per l'acumulació capitalista en un marc de transformacions socio-polítiques. Si bé la història projectada infinitament no és entesa tal com va passar a la modernitat, la seva base, en la qual es va estructurar el projecte industrial, sosté les actuals formes de veure el capitalisme tot i la crisi que la travessa a través de totes les seves institucions socials.